# Sezonul de Formula 1 din 1963
Sezonul de Formula 1 din 1963 a fost cel de-al 17-lea sezon al curselor auto de Formula 1 FIA. A inclus cea de-a 14-a ediție a Campionatului Mondial al Piloților, și a 6-a ediție a Cupei Internaționale pentru Constructorii de F1. Sezonul a fost disputat pe parcursul a zece curse, începând cu Marele Premiu al Principatului Monaco pe 26 mai și terminându-se cu Marele Premiu al Africii de Sud pe 28 decembrie. În 1963 s-au desfășurat și multe alte curse care nu au făcut parte din campionat.
Jim Clark a câștigat primul său campionat, obținând șapte victorii în sezon. Două Mari Premii au fost câștigate de Graham Hill de la BRM și unul de John Surtees într-un Ferrari revizuit. Acest număr record de victorii obținut de Clark într-un sezon nu a fost egalat până când Alain Prost a câștigat șapte curse în 1984, conducând un McLaren MP4/2, și nu a fost învins până în 1988, când Ayrton Senna a câștigat opt curse cu McLaren MP4/4 (coechipierul său, Prost, din nou a câștigat șapte curse în 1988). Cu toate acestea, spre deosebire de 1963, care a constat doar din zece curse, atât sezoanele 1984, cât și 1988 au constat din 16 curse, oferindu-i lui Clark o rată de victorie mai bună (70%) decât Prost (43,75%) sau Senna (50%).
Proiectul ATS, fondat de foști angajați Ferrari, a fost un eșec care i-a afectat cariera de Grand Prix a lui Phil Hill. Nu a avut legătură cu operațiunea germană de la sfârșitul anilor 1970, care a avut puțin mai mult succes.

## Piloții și echipele înscrise în campionat
Următorii piloți și constructori au participat în Campionatul Mondial al Piloților din 1963 și în Cupa Internațională a Constructorilor de F1 din 1963. Toate echipele au concurat cu pneurile furnizate de Dunlop.
| Imagine               | Concurent                   | Constructor  | Motor                       | Șasiu               | Piloți                  | Piloți    |
| --------------------- | --------------------------- | ------------ | --------------------------- | ------------------- | ----------------------- | --------- |
| Imagine               | Concurent                   | Constructor  | Motor                       | Șasiu               | Numele pilotului        | Etape     |
| Alfa Special Special  | Otelle Nucci                | Alfa Special | Alfa Romeo Giulietta 1,5 L4 | Special             | Peter de Klerk          | 10        |
|                       | Otelle Nucci                | LDS          | Alfa Romeo Giulietta 1,5 L4 | Mk 1                | Doug Serrurier          | 10        |
| Sam Tingle            | Sam Tingle                  | LDS          | Alfa Romeo Giulietta 1,5 L4 | Mk 1                | 10                      |           |
|                       | Automobili Turismo e Sport  | ATS          | ATS 100 1,5 V8              | 100                 | Phil Hill               | 2–3, 7–9  |
| Giancarlo Baghetti    | Automobili Turismo e Sport  | ATS          | ATS 100 1,5 V8              | 100                 | 2–3, 7–9                |           |
| Brabham BT7           | Brabham Racing Organisation | Brabham      | Climax FWMV 1,5 V8          | BT7 BT3             | Jack Brabham            | 2-10      |
| Brabham BT7           | Brabham Racing Organisation | Brabham      | Climax FWMV 1,5 V8          | BT7 BT3             | Dan Gurney              | Toate     |
| BRM P57               | Owen Racing Organisation    | BRM          | BRM P56 1,5 V8              | P57 P61             | Richie Ginther          | Toate     |
| BRM P57               | Owen Racing Organisation    | BRM          | BRM P56 1,5 V8              | P57 P61             | Graham Hill             | Toate     |
|                       | British Racing Partnership  | BRP          | BRM P56 1,5 V8              | Mk 1                | Innes Ireland           | 2–5, 7    |
| Cooper T66            | Cooper Car Company          | Cooper       | Climax FWMV 1,5 V8          | T66                 | Bruce McLaren           | Toate     |
| Cooper T66            | Cooper Car Company          | Cooper       | Climax FWMV 1,5 V8          | T66                 | Tony Maggs              | Toate     |
|                       | Scuderia Settecolli         | De Tomaso    | Ferrari 178 1,5 V6          | F1                  | Roberto Lippi           | 7         |
| Ferrari 156           | Scuderia Ferrari SpA SEFAC  | Ferrari      | Ferrari 178 1,5 V6          | 156                 | John Surtees            | Toate     |
| Ferrari 156           | Scuderia Ferrari SpA SEFAC  | Ferrari      | Ferrari 178 1,5 V6          | 156                 | Willy Mairesse          | 1–2, 6    |
| Ferrari 156           | Scuderia Ferrari SpA SEFAC  | Ferrari      | Ferrari 178 1,5 V6          | 156                 | Ludovico Scarfiotti     | 3–4       |
| Ferrari 156           | Scuderia Ferrari SpA SEFAC  | Ferrari      | Ferrari 178 1,5 V6          | 156                 | Lorenzo Bandini         | 7–10      |
|                       | Ian Raby Racing             | Gilby        | BRM P56 1,5 V8              | 62                  | Ian Raby                | 5–7       |
|                       | Reg Parnell Racing          | Lola         | Climax FWMV 1,5 V8          | Mk4 Mk4A            | Chris Amon              | 1–7       |
| Maurice Trintignant   | Reg Parnell Racing          | Lola         | Climax FWMV 1,5 V8          | Mk4 Mk4A            | 1                       |           |
| Lucien Bianchi        | Reg Parnell Racing          | Lola         | Climax FWMV 1,5 V8          | Mk4 Mk4A            | 2                       |           |
| Mike Hailwood         | Reg Parnell Racing          | Lola         | Climax FWMV 1,5 V8          | Mk4 Mk4A            | 7                       |           |
| Masten Gregory        | Reg Parnell Racing          | Lola         | Climax FWMV 1,5 V8          | Mk4 Mk4A            | 8–9                     |           |
| Tim Parnell           | Mk4                         | Lola         | Climax FWMV 1,5 V8          | John Campbell-Jones | 5                       |           |
| DW Racing Enterprises | Mk4                         | Lola         | Climax FWMV 1,5 V8          | Bob Anderson        | 5, 7                    |           |
| Lotus 25              | Team Lotus                  | Lotus        | Climax FWMV 1,5 V8          | 25                  | Jim Clark               | Toate     |
| Lotus 25              | Team Lotus                  | Lotus        | Climax FWMV 1,5 V8          | 25                  | Trevor Taylor           | 1–6, 8–10 |
| Lotus 25              | Team Lotus                  | Lotus        | Climax FWMV 1,5 V8          | 25                  | Peter Arundell          | 4         |
| Lotus 25              | Team Lotus                  | Lotus        | Climax FWMV 1,5 V8          | 25                  | Mike Spence             | 7         |
| Lotus 25              | Team Lotus                  | Lotus        | Climax FWMV 1,5 V8          | 25                  | Pedro Rodríguez         | 8–9       |
| Porsche 718           | Ecurie Maarsbergen          | Porsche      | Porsche 547/3 1,5 F4        | 718                 | Carel Godin de Beaufort | 2–3, 5–10 |
| Porsche 718           | Ecurie Maarsbergen          | Porsche      | Porsche 547/3 1,5 F4        | 718                 | Gerhard Mitter          | 3, 6      |
| Scirocco 02           | Scirocco Powell Racing Cars | Scirocco     | BRM P56 1,5 V8              | 01 02               | Tony Settember          | 2, 4–7    |
| Scirocco 02           | Scirocco Powell Racing Cars | Scirocco     | BRM P56 1,5 V8              | 01 02               | Ian Burgess             | 5–6       |
|                       | Canadian Stebro Racing      | Stebro       | Ford 109E 1,5 L4            | Mk IV               | Peter Broeker           | 8         |

Echipele private care nu și-au construit propriul șasiu și au folosit șasiurile constructorilor existenți sunt arătate mai jos.
| Concurent                   | Constructor afiliat | Motor                   | Șasiu   | Piloți                 | Piloți |
| --------------------------- | ------------------- | ----------------------- | ------- | ---------------------- | ------ |
| Concurent                   | Constructor afiliat | Motor                   | Șasiu   | Numele pilotului       | Etape  |
| Brabham Racing Organisation | Lotus               | Climax FWMV 1,5 V8      | 25      | Jack Brabham           | 1      |
| Bernard Collomb             | Lotus               | Climax FWMV 1,5 V8      | 24      | Bernard Collomb        | 1, 6   |
| British Racing Partnership  | Lotus               | BRM P56 1,5 V8          | 24      | Innes Ireland          | 1, 6   |
| British Racing Partnership  | Lotus               | BRM P56 1,5 V8          | 24      | Jim Hall               | 1–9    |
| Siffert Racing Team         | Lotus               | BRM P56 1,5 V8          | 24      | Jo Siffert             | 1–9    |
| R.R.C. Walker Racing Team   | Cooper              | Climax FWMV 1,5 V8      | T60 T66 | Jo Bonnier             | Toate  |
| Ecurie Filipinetti          | Lotus               | BRM P56 1,5 V8          | 24      | Phil Hill              | 4      |
| Tim Parnell                 | Lotus               | BRM P56 1,5 V8          | 24      | Masten Gregory         | 4, 7   |
| Tim Parnell                 | Lotus               | Climax FWMV 1,5 V8      | 18/21   | André Pilette          | 6      |
| Tim Parnell                 | Lotus               | Climax FWMV 1,5 V8      | 18/21   | Tim Parnell            | 6      |
| Reg Parnell Racing          | Lotus               | Climax FWMV 1,5 V8      | 24      | Maurice Trintignant    | 4      |
| Reg Parnell Racing          | Lotus               | Climax FWMV 1,5 V8      | 24      | Mike Hailwood          | 5      |
| Reg Parnell Racing          | Lotus               | BRM P56 1,5 V8          | 24      | Masten Gregory         | 5      |
| Reg Parnell Racing          | Lotus               | BRM P56 1,5 V8          | 24      | Rodger Ward            | 8      |
| Reg Parnell Racing          | Lotus               | BRM P56 1,5 V8          | 24      | Hap Sharp              | 8–9    |
| Reg Parnell Racing          | Lotus               | BRM P56 1,5 V8          | 24      | Chris Amon             | 9      |
| Scuderia Centro Sud         | BRM                 | BRM P56 1,5 V8          | P57     | Lorenzo Bandini        | 4–6    |
| Scuderia Centro Sud         | BRM                 | BRM P56 1,5 V8          | P57     | Maurice Trintignant    | 7      |
| Scuderia Centro Sud         | BRM                 | BRM P56 1,5 V8          | P57     | Moisés Solana          | 9      |
| Scuderia Centro Sud         | Cooper              | Climax FWMV 1,5 V8      | T60     | Mário de Araújo Cabral | 6–7    |
| Scuderia Centro Sud         | Cooper              | Maserati 6-1500 1,5 L4  | T53     | Ernesto Brambilla      | 7      |
| Kurt Kuhnke                 | Lotus               | Borgward 1500 RS 1,5 L4 | 18      | Kurt Kuhnke            | 6      |
| André Pilette               | Lotus               | Climax FPF 1,5 L4       | 18/21   | André Pilette          | 7      |
| Frank Dochnal               | Cooper              | Climax FPF 1,5 L4       | T51     | Frank Dochnal          | 9      |
| Lawson Organisation         | Lotus               | Climax FPF 1,5 L4       | 21      | Ernie Pieterse         | 10     |
| Selby Auto Spares           | Lotus               | BRM P56 1,5 V8          | 24      | Paddy Driver           | 10     |
| John Love                   | Cooper              | Climax FPF 1,5 L4       | T55     | John Love              | 10     |
| Ted Lanfear                 | Lotus               | Ford 109E 1,5 L4        | 22      | Brausch Niemann        | 10     |
| David Prophet               | Brabham             | Ford 109E 1,5 L4        | BT6     | David Prophet          | 10     |
| Scuderia Lupini             | Cooper              | Maserati 6-1500 1,5 L4  | T51     | Trevor Blokdyk         | 10     |

## Calendar
Următoarele zece Mari Premii au avut loc în 1963.
| 1.                                           | 2.                                           | 3.                                       | 4.                                          |
| -------------------------------------------- | -------------------------------------------- | ---------------------------------------- | ------------------------------------------- |
| Marele Premiu al Principatului Monaco 26 mai | Marele Premiu al Belgiei 9 iunie             | Marele Premiu al Țărilor de Jos 23 iunie | Marele Premiu al Franței 30 iunie           |
| Monaco (S)                                   | Spa-Francorchamps (S)                        | Zandvoort (P)                            | Reims-Gueux (S)                             |
| 5.                                           | 6.                                           | 7.                                       | 8.                                          |
| Marele Premiu al Marii Britanii 20 iulie     | Marele Premiu al Germaniei 4 august          | Marele Premiu al Italiei 8 septembrie    | Marele Premiu al Statelor Unite 6 octombrie |
| Silverstone (P)                              | Nürburgring (P)                              | Monza (P)                                | Watkins Glen (P)                            |
| 9.                                           | 10.                                          |                                          |                                             |
| Marele Premiu al Mexicului 27 octombrie      | Marele Premiu al Africii de Sud 28 decembrie |                                          |                                             |
| Magdalena Mixhuca (P)                        | Prince George (P)                            |                                          |                                             |
| (P) - pistă; (S) - stradă.                   |                                              |                                          |                                             |

## Rezultate și clasamente

### Marile Premii
| Etapa | Mare Premiu                | Pole position | Cel mai rapid tur | Pilotul câștigător | Constructorul câștigător | Lider | Lider |
| Etapa | Mare Premiu                | Pole position | Cel mai rapid tur | Pilotul câștigător | Constructorul câștigător | Pilot | Dif.  |
| ----- | -------------------------- | ------------- | ----------------- | ------------------ | ------------------------ | ----- | ----- |
| 1     | MP al Principatului Monaco | Jim Clark     | John Surtees      | Graham Hill        | BRM                      | HIL   | 3     |
| 2     | MP al Belgiei              | Graham Hill   | Jim Clark         | Jim Clark          | Lotus-Climax             | MCL   | 1     |
| 3     | MP al Țărilor de Jos       | Jim Clark     | Jim Clark         | Jim Clark          | Lotus-Climax             | CLA   | 7     |
| 4     | MP al Franței              | Jim Clark     | Jim Clark         | Jim Clark          | Lotus-Climax             | CLA   | 15    |
| 5     | MP al Marii Britanii       | Jim Clark     | John Surtees      | Jim Clark          | Lotus-Climax             | CLA   | 22    |
| 6     | MP al Germaniei            | Jim Clark     | John Surtees      | John Surtees       | Ferrari                  | CLA   | 20    |
| 7     | MP al Italiei              | John Surtees  | Jim Clark         | Jim Clark          | Lotus-Climax             | CLA   | 27    |
| 8     | MP al Statelor Unite       | Graham Hill   | Jim Clark         | Graham Hill        | BRM                      | CLA   | 23    |
| 9     | MP al Mexicului            | Jim Clark     | Jim Clark         | Jim Clark          | Lotus-Climax             | CLA   | 25    |
| 10    | MP al Africii de Sud       | Jim Clark     | Dan Gurney        | Jim Clark          | Lotus-Climax             | CLA   | 25    |

### Clasament Campionatul Mondial al Piloților
Punctele au fost acordate pe o bază de 9–6–4–3–2–1 primilor șase clasați în fiecare cursă. Doar cele mai bune șase rezultate au fost luate în considerare pentru Campionatul Mondial. FIA nu a acordat o clasificare în campionat acelor piloți care nu au obținut puncte.
| Poz. | Pilot                   | MCO | BEL | NLD  | FRA  | GBR | DEU  | ITA | USA  | MEX  | ZAF  | Puncte  |
| ---- | ----------------------- | --- | --- | ---- | ---- | --- | ---- | --- | ---- | ---- | ---- | ------- |
| 1    | Jim Clark               | 8P  | 1R  | 1P R | 1P R | 1P  | (2)P | 1R  | (3)R | 1P R | (1)P | 54 (73) |
| 2    | Graham Hill             | 1   | AbP | Ab   | 3    | 3   | Ab   | 16  | 1P   | 4    | 3    | 29      |
| =    | Richie Ginther          | 2   | 4   | (5)  | Ab   | (4) | 3    | 2   | 2    | 3    | Ab   | 29 (34) |
| 4    | John Surtees            | 4R  | Ab  | 3    | Ab   | 2R  | 1R   | AbP | 9    | DSC  | Ab   | 22      |
| 5    | Dan Gurney              | Ab  | 3   | 2    | 5    | Ab  | Ab   | 14  | Ab   | 6    | 2R   | 19      |
| 6    | Bruce McLaren           | 3   | 2   | Ab   | 12   | Ab  | Ab   | 3   | 11   | Ab   | 4    | 17      |
| 7    | Jack Brabham            | 9   | Ab  | Ab   | 4    | Ab  | 7    | 5   | 4    | 2    | 13   | 14      |
| 8    | Tony Maggs              | 5   | 7   | Ab   | 2    | 9   | Ab   | 6   | Ab   | Ab   | 7    | 9       |
| 9    | Innes Ireland           | Ab  | Ab  | 4    | 9    | Ab  | Ab   | 4   |      |      |      | 6       |
| =    | Lorenzo Bandini         |     |     |      | 10   | 5   | Ab   | Ab  | 5    | Ab   | 5    | 6       |
| =    | Jo Bonnier              | 7   | 5   | 11   | NC   | Ab  | 6    | 7   | 8    | 5    | 6    | 6       |
| 12   | Gerhard Mitter          |     |     | Ab   |      |     | 4    |     |      |      |      | 3       |
| =    | Jim Hall                | Ab  | Ab  | 8    | 11   | 6   | 5    | 8   | 10   | 8    |      | 3       |
| 14   | Carel Godin de Beaufort |     | 6   | 9    |      | 10  | Ab   | NSC | 6    | 10   | 10   | 2       |
| 15   | Jo Siffert              | Ab  | Ab  | 7    | 6    | Ab  | 9    | Ab  | Ab   | 9    |      | 1       |
| =    | Trevor Taylor           | 6   | Ab  | 10   | 13   | Ab  | 8    |     | Ab   | Ab   | 8    | 1       |
| =    | Ludovico Scarfiotti     |     |     | 6    | NS   |     |      |     |      |      |      | 1       |
| —    | Chris Amon              | NS  | Ab  | Ab   | 7    | 7   | Ab   | NS  |      | Ab   |      | 0       |
| —    | Hap Sharp               |     |     |      |      |     |      |     | Ab   | 7    |      | 0       |
| —    | Peter Broeker           |     |     |      |      |     |      |     | 7    |      |      | 0       |
| —    | Maurice Trintignant     | Ab  |     |      | 8    |     |      | 9   |      |      |      | 0       |
| —    | Mike Hailwood           |     |     |      |      | 8   |      | 10  |      |      |      | 0       |
| —    | Tony Settember          |     | 8   |      | Ab   | Ab  | Ab   | NSC |      |      |      | 0       |
| —    | John Love               |     |     |      |      |     |      |     |      |      | 9    | 0       |
| —    | Bernard Collomb         | NSC |     |      |      |     | 10   |     |      |      |      | 0       |
| —    | Phil Hill               |     | Ab  | Ab   | NC   |     |      | 11  | Ab   | Ab   |      | 0       |
| —    | Masten Gregory          |     |     |      | Ab   | 11  |      | Ab  | Ab   | Ab   |      | 0       |
| —    | Moisés Solana           |     |     |      |      |     |      |     |      | 11   |      | 0       |
| —    | Doug Serrurier          |     |     |      |      |     |      |     |      |      | 11   | 0       |
| —    | Bob Anderson            |     |     |      |      | 12  |      | 12  |      |      |      | 0       |
| —    | Trevor Blokdyk          |     |     |      |      |     |      |     |      |      | 12   | 0       |
| —    | John Campbell-Jones     |     |     |      |      | 13  |      |     |      |      |      | 0       |
| —    | Mike Spence             |     |     |      |      |     |      | 13  |      |      |      | 0       |
| —    | Brausch Niemann         |     |     |      |      |     |      |     |      |      | 14   | 0       |
| —    | Giancarlo Baghetti      |     | Ab  | Ab   |      |     |      | 15  | Ab   | Ab   |      | 0       |
| —    | Willy Mairesse          | Ab  | Ab  |      |      |     | Ab   |     |      |      |      | 0       |
| —    | Ian Burgess             |     |     |      |      | Ab  | Ab   |     |      |      |      | 0       |
| —    | Pedro Rodriguez         |     |     |      |      |     |      |     | Ab   | Ab   |      | 0       |
| —    | Ian Raby                |     |     |      |      | Ab  | NSC  | NSC |      |      |      | 0       |
| —    | Lucien Bianchi          |     | Ab  |      |      |     |      |     |      |      |      | 0       |
| —    | Mário de Araújo Cabral  |     |     |      |      |     | Ab   | NS  |      |      |      | 0       |
| —    | Rodger Ward             |     |     |      |      |     |      |     | Ab   |      |      | 0       |
| —    | Peter de Klerk          |     |     |      |      |     |      |     |      |      | Ab   | 0       |
| —    | Sam Tingle              |     |     |      |      |     |      |     |      |      | Ab   | 0       |
| —    | Ernie Pieterse          |     |     |      |      |     |      |     |      |      | Ab   | 0       |
| —    | David Prophet           |     |     |      |      |     |      |     |      |      | Ab   | 0       |
| —    | André Pilette           |     |     |      |      |     | NSC  | NSC |      |      |      | 0       |
| —    | Tim Parnell             |     |     |      |      |     | NSC  |     |      |      |      | 0       |
| —    | Kurt Kuhnke             |     |     |      |      |     | NSC  |     |      |      |      | 0       |
| —    | Roberto Lippi           |     |     |      |      |     |      | NSC |      |      |      | 0       |
| —    | Ernesto Brambilla       |     |     |      |      |     |      | NSC |      |      |      | 0       |
| —    | Frank Dochnal           |     |     |      |      |     |      |     |      | NSC  |      | 0       |
| —    | Paddy Driver            |     |     |      |      |     |      |     |      |      | NS   | 0       |
| Poz. | Pilot                   | MCO | BEL | NLD  | FRA  | GBR | DEU  | ITA | USA  | MEX  | ZAF  | Puncte  |

| Legendă      | Legendă                                            |
| Culoare      | Rezultat                                           |
| ------------ | -------------------------------------------------- |
| Auriu        | Câștigător                                         |
| Argintiu     | Locul 2                                            |
| Bronz        | Locul 3                                            |
| Verde        | Alte locuri care punctează                         |
| Albastru     | Alte locuri                                        |
| Albastru     | Nu s-a clasat, dar a terminat cursa (NC)           |
| Purpuriu     | A abandonat cursa (Ab)                             |
| Negru        | Descalificat (DSC)                                 |
| Alb          | Nu a luat startul (NS)                             |
| Roșu         | Nu s-a calificat (NSC)                             |
| Fără culoare | Retras înainte de calificări (Ret)                 |
| Fără culoare | Exclus (EX)                                        |
| Fără culoare | Nu a participat (celulă goală)                     |
| Adnotare     | Însemnătate                                        |
| P            | Pole position                                      |
| R            | Cel mai rapid tur                                  |
| (6)          | Rezultatul nu a fost luat în considerare pentru CM |
| 1            | A împărțit mașina cu unul sau mai mulți piloți     |

### Clasament Cupa Internațională pentru Constructorii de F1
Punctele au fost acordate pe o bază de 9–6–4–3–2–1 primilor șase clasați în fiecare cursă, dar numai primei mașini care a terminat pentru fiecare constructor. Doar cele mai bune șase rezultate au fost luate în considerare pentru Cupa Internațională.
| Poz. | Constructor             | MCO | BEL | NLD | FRA | GBR | DEU | ITA | USA | MEX | ZAF | Puncte  |
| ---- | ----------------------- | --- | --- | --- | --- | --- | --- | --- | --- | --- | --- | ------- |
| 1    | Lotus-Climax            | (6) | 1   | 1   | 1   | 1   | (2) | 1   | (3) | 1   | (1) | 54 (74) |
| 2    | BRM                     | 1   | (4) | (5) | 3   | 3   | 3   | 2   | 1   | 3   | (3) | 36 (45) |
| 3    | Brabham-Climax          | Ab  | 3   | 2   | 4   | Ab  | 7   | (5) | 4   | 2   | 2   | 28 (30) |
| 4    | Ferrari                 | 4   | Ab  | 3   | Ab  | 2   | 1   | Ab  | 5   | Ab  | 5   | 26      |
| 5    | Cooper-Climax           | 3   | 2   | 11  | 2   | 9   | (6) | 3   | 8   | 5   | 4   | 25 (26) |
| 6    | BRP-BRM                 |     | Ab  | 4   | 9   | Ab  |     | 4   |     |     |     | 6       |
| 7    | Porsche                 |     | 6   | 9   |     | 10  | 4   | NSC | 6   | 10  | 10  | 5       |
| 8    | Lotus-BRM               | Ab  | Ab  | 7   | 6   | 6   | 5   | 8   | 10  | 7   | NS  | 4       |
| —    | Lola-Climax             | Ab  | Ab  | Ab  | 7   | 7   | Ab  | 10  | Ab  | Ab  |     | 0       |
| —    | Stebro-Ford             |     |     |     |     |     |     |     | 7   |     |     | 0       |
| —    | Scirocco-BRM            |     | 8   |     | Ab  | Ab  | Ab  | NSC |     |     |     | 0       |
| —    | ATS                     |     | Ab  | Ab  |     |     |     | 11  | Ab  | Ab  |     | 0       |
| —    | LDS-Alfa Romeo          |     |     |     |     |     |     |     |     |     | 11  | 0       |
| —    | Cooper-Maserati         |     |     |     |     |     |     | NSC |     |     | 12  | 0       |
| —    | Lotus-Ford              |     |     |     |     |     |     |     |     |     | 14  | 0       |
| —    | Gilby-BRM               |     |     |     |     | Ab  | NSC | NSC |     |     |     | 0       |
| —    | Alfa Special-Alfa Romeo |     |     |     |     |     |     |     |     |     | Ab  | 0       |
| —    | Lotus-Borgward          |     |     |     |     |     | NSC |     |     |     |     | 0       |
| —    | De Tomaso-Ferrari       |     |     |     |     |     |     | NSC |     |     |     | 0       |
| Poz. | Constructor             | MCO | BEL | NLD | FRA | GBR | DEU | ITA | USA | MEX | ZAF | Puncte  |

## Curse non-campionat
Alte 14 curse care nu au contat pentru Campionatul Mondial al Piloților sau Cupa Internațională pentru Constructorii de F1 au fost organizate pentru mașinile de Formula 1 în timpul sezonului.
| Numele cursei                    | Circuit      | Data          | Pilotul câștigător | Constructor    |
| -------------------------------- | ------------ | ------------- | ------------------ | -------------- |
| Trofeul Lombank IV               | Snetterton   | 30 martie     | Graham Hill        | BRM            |
| Marele Premiu de la Pau XXIII    | Pau          | 15 aprilie    | Jim Clark          | Lotus-Climax   |
| Trofeul Glover XI                | Goodwood     | 15 aprilie    | Innes Ireland      | Lotus-BRM      |
| Gran Premio Citta di Imola IV    | Imola        | 21 aprilie    | Jim Clark          | Lotus-Climax   |
| Gran Premio di Siracusa XIV      | Siracuza     | 25 aprilie    | Jo Siffert         | Lotus-BRM      |
| BARC Aintree 200 XIX             | Aintree      | 27 aprilie    | Graham Hill        | BRM            |
| Trofeul Internațional BRDC XVI   | Silverstone  | 11 mai        | Jim Clark          | Lotus-Climax   |
| Gran Premio di Roma XV           | Vallelunga   | 19 mai        | Bob Anderson       | Lola-Climax    |
| Solituderennen III               | Solitudering | 28 iulie      | Jack Brabham       | Brabham-Climax |
| Kanonloppet XII                  | Karlskoga    | 11 august     | Jim Clark          | Lotus-Climax   |
| Marele Premiu al Mediteranei III | Enna Pergusa | 18 august     | John Surtees       | Ferrari        |
| Marele Premiu al Austriei I      | Zeltweg      | 1 septembrie  | Jack Brabham       | Brabham-Climax |
| Cupa Internațională de Aur X     | Oulton Park  | 21 septembrie | Jim Clark          | Lotus-Climax   |
| Marele Premiu al Randului        | Kyalami      | 14 decembrie  | John Surtees       | Ferrari        |